# Araneus pratensis
Araneus pratensis (Emerton, 1884) è un ragno appartenente alla famiglia Araneidae.

## Distribuzione
La specie è stata rinvenuta in alcune località degli USA e del Canada.

## Tassonomia
Non sono stati esaminati esemplari di questa specie dal 2003
Attualmente, a dicembre 2013, non sono note sottospecie